# Овсянниково (Сергиево-Посадский район)
Овсянниково — упразднённая деревня в Сергиево-Посадском городском округе Московской области России.

## География
Урочище находится в северной части области, в зоне хвойно-широколиственных лесов, к востоку от реки Дубны, к югу от автодороги 46К-8191, на расстоянии примерно 37 километров (по прямой) к северо-западу от города Сергиев Посад, административного центра округа.

### Климат
Климат характеризуется как умеренно континентальный, с умеренно холодной зимой и тёплым летом. Среднегодовая температура воздуха — +2,7 °C. Средняя температура воздуха самого холодного месяца (января) — −11,3 °C (абсолютный минимум — −48 °C), средняя температура самого тёплого (июля) — +17 °С (абсолютный максимум — +36 °C). Годовое количество атмосферных осадков — 630 мм, из которых около 70 % выпадает в период с апреля по октябрь.

## История
В «Списке населённых мест Владимирской губернии по сведениям 1859 года» населённый пункт упомянут как владельческое село Александровского уезда, расположенное в 68 верстах от уездного города. В селе насчитывалось 18 дворов и проживало 124 человека (57 мужчин и 67 женщин). Действовала православная церковь.
По состоянию на 1905 год, в Овсянникове имелся 1 двор и проживало 10 человек. В административном отношении входило в состав Константиновской волости.
По данным 1926 года в деревне имелось 31 крестьянское хозяйство и проживало 158 человек (76 мужчин и 82 женщины). Являлась частью Самотовинского сельсовета Константиновской волости Сергиевского уезда Московской губернии.
14 июня 1954 года Самотовинский сельсовет был упразднён. При этом его территория была передана в Кузьминского сельсовета.